# HD245601
HD245601 є хімічно пекулярною зорею спектрального класу
B9 й має видиму зоряну величину в смузі V приблизно  9,8.

## Пекулярний хімічний вміст
Зоряна атмосфера HD245601 має підвищений вміст 
Si
.